# Dan Bäckman
Dan Bäckman är en av Felix Herngrens rollfigurer. Dan var en bifigur i talkshowen Sen kväll med Luuk men användes även i Sputnik. Dan förekom även i tornrummet som professor i TV-serien Fångarna på fortet, efter 2004 kallat Fortet och även i det finlandssvenska TV-serien Lilla Onsdag.
Namnet är hämtat efter Dan Backman, kritiker i Svenska Dagbladet. Karaktären tillkom som en hämnd sedan Dan Backman beskrivit Felix som "extremt obegåvad" i en recension i nämnda tidning.
Karaktären fick stort genomslag i programmet "Sen kväll med Luuk" där Dan Bäckman var ett stående inslag. Det hela var upplagt som en tävling i kultur mellan TV4 och Dramatiska teatern (Dramaten), där Bäckman och hans handgångne man Buffy utförde olika uppdrag. Stående inslag i sketcherna var bland annat lustigheter om Torsten Flinck och andra kända kulturpersonligheter. Dan Bäckman har även släppt albumet Dan Bäckman sjunger Jan Banan (& nio andra lägereldsklassiker) under 2002, samt en singel med låtarna Jan Banan och Berömd Blå Kappa.
Bäckmans personlighet karakteriseras av stark självupptagenhet kombinerad med ett visst mått av hänsynslöshet och okänslighet, vilket gör att vardagliga situationer nästan uteslutande får en oväntad utgång. Häri ligger också det humoristiska inslaget. Det finns två DVD-utgåvor med ett antal sketcher/kortfilmer med Dan Bäckman. Dan Bäckman 1-0: 90 minuter finkultur från 2001 och Dan Bäckman 2-0: turnéfilmen från 2003.